# 1985년 AFC 청소년 축구 선수권 대회
1985년 AFC 청소년 축구 선수권 대회는 1985년 3월 15일부터 3월 22일까지 아랍에미리트 아부다비에서 개최된 23번째 AFC 청소년 축구 선수권 대회이다. 이 대회에서 1, 2위를 차지한 팀은 소련에서 열린 1985년 FIFA 세계 청소년 축구 선수권 대회에서 아시아 대표로 참가할 자격을 획득했다.

## 예선
1985년 AFC 청소년 축구 선수권 대회 본선 진출 팀은 다음과 같이 결정되었다.
- 사우디아라비아 (서부 지역 예선 1위)
- 아랍에미리트 (서부 지역 예선 2위)
- 중화인민공화국 (동부 지역 예선 1위)
- 태국 (동부 지역 예선 2위)

## 결선
| 팀             | 경기 | 승 | 무 | 패 | 득 | 실 | 차  | 승점 |
| -------------- | ---- | -- | -- | -- | -- | -- | --- | ---- |
| 중화인민공화국 | 3    | 2  | 1  | 0  | 5  | 3  | +2  | 5    |
| 사우디아라비아 | 3    | 1  | 2  | 0  | 8  | 5  | +3  | 4    |
| 아랍에미리트   | 3    | 1  | 1  | 1  | 9  | 4  | +5  | 3    |
| 태국           | 3    | 0  | 0  | 3  | 3  | 13 | -10 | 0    |

| 1985년 3월 15일 |     |                |                       |
| --------------- | --- | -------------- | --------------------- |
| 중화인민공화국  | 1–0 | 아랍에미리트   | 아랍에미리트 아부다비 |
| 1985년 3월 16일 |     |                |                       |
| 사우디아라비아  | 4–1 | 태국           | 아랍에미리트 아부다비 |
| 1985년 3월 18일 |     |                |                       |
| 중화인민공화국  | 2–2 | 사우디아라비아 | 아랍에미리트 아부다비 |
| 1985년 3월 19일 |     |                |                       |
| 아랍에미리트    | 7–1 | 태국           | 아랍에미리트 아부다비 |
| 1985년 3월 21일 |     |                |                       |
| 중화인민공화국  | 2–1 | 태국           | 아랍에미리트 아부다비 |
| 1985년 3월 22일 |     |                |                       |
| 아랍에미리트    | 2–2 | 사우디아라비아 | 아랍에미리트 아부다비 |

## 우승
| 1985년 AFC 청소년 축구 선수권 대회 |
| ---------------------------------- |
| 중국 1번째 우승                    |

## 1985년 FIFA 세계 청소년 축구 선수권 대회 참가 팀
다음 2개 팀은 소련에서 열린 1985년 FIFA 세계 청소년 축구 선수권 대회 참가 자격을 획득했다.
- 중화인민공화국 (1985년 AFC 청소년 축구 선수권 대회 우승)
- 사우디아라비아 (1985년 AFC 청소년 축구 선수권 대회 준우승)